# Rena land-buddhism
Rena land-buddhism  eller amidism är en riktning eller tradition inom mahayanabuddhismen med rötter i Indien. Traditionen spreds till Kina och utvecklades där till en av de vanligaste mahayanabuddhistiska riktningarna i Östasien och Vietnam. Traditionen finns representerad även inom tibetansk och nepalesisk buddhism.
Traditionen kan översiktligt beskrivas som en samling trosuppfattningar och utövandeformer som syftar till att utövaren ska återfödas i buddhan Amitabhas rena buddhafält Sukhavati. Om utövaren återföds där, kommer denne att uppnå ett stadium utan tillbakagång på vägen mot upplysning. Detta sker eftersom Sukhavati är en plats som garanterar upplysning för alla som återföds där. Det är dock inte en plats där utövare blir kvar. När de väl upplysts i Sukhavati, återvänder de som avancerade bodhisattvor eller buddhor till andra världar – inklusive denna värld – för att hjälpa medvetna varelser att befrias från lidandet (samsara).

## Definition
När man särskiljer rörelser centrerade kring Amitabha som en egen riktning inom buddhismen avser man i första hand det utbredda dyrkandet av Amitabha i Östasien. I en vidare bemärkelse syftar dock termen rena land-buddhism på en panasiatisk rörelse som oftast är integrerad i respektive lands mahayanabuddhism. Hängivenhet gentemot Amitabha har förekommit i alla länder där mahayana funnits.

## Sutror

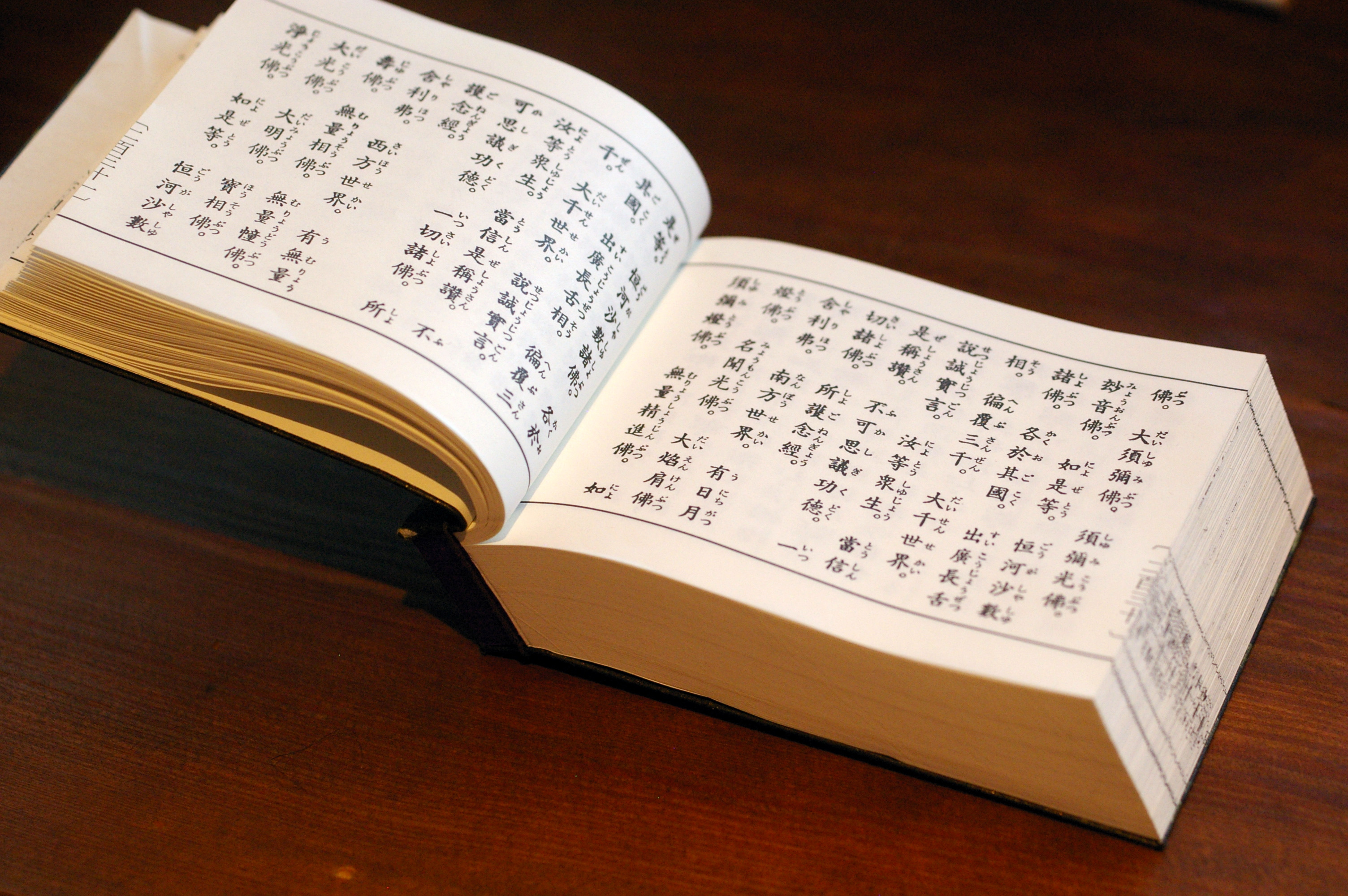
Sukhāvatīvyūhaḥsūtra i traditionell kinesiska, med japanska uttalsnoteringar.

Den första kända sutran som nämner Amitabha är Pratyutpannasamādhisūtra. Den översattes till kinesiska omkring år 179 av Lokaksema, vilket gör den till en av de första sutrorna som har översatts till kinesiska. Rena land-buddhistiska idéer finns dock i många fler mahayanska sutror, vilka i antal totalt uppgår till 290 enligt Fujita Kotatsu. Jan Nattier menar – att döma av Amitabhas popularitet i de mahayanska sutrorna – att det inte råder något tvivel om att Amitabha är en av de populäraste karaktärerna i hela buddhismens historia.
Det är oklart om de tidiga indiska rena land-buddhisterna hade någon gemensam samling skrifter tillägnad traditionen. I Östasien har dock tre sutror sedan länge utgjort centrum för traditionen: Sukhāvatīvyūhaḥ-sūtra, Amitābha-sūtra och Amitāyurdhyāna-sūtra. Den moderna forskningen har emellertid visat att den tredje sutran är apokryfisk och troligen komponerad i Kina. De två andra sutrorna anses vara av indiskt ursprung, och de utgör två av mycket få sutror som fortfarande finns bevarade i indiskt original.
- Sukhāvatīvyūhaḥ-sūtra finns bevarad i sju versioner: en på sanskrit, en på tibetanska samt i fem kinesiska versioner. De kinesiska versionerna har sitt ursprung i tiden mellan åren 222 och 991.[10]
- Amitābha-sūtra finns bevarad i fyra versioner: en på sanskrit, en på tibetanska samt i två kinesiska versioner. De kinesiska versionerna har sitt ursprung i tiden omkring år 402 respektive år 650.[10]
- Amitāyurdhyāna-sūtra finns bevarad i enbart en kinesisk version som har sitt ursprung i tiden någon gång mellan åren 424 och 440.[10]

## Indien

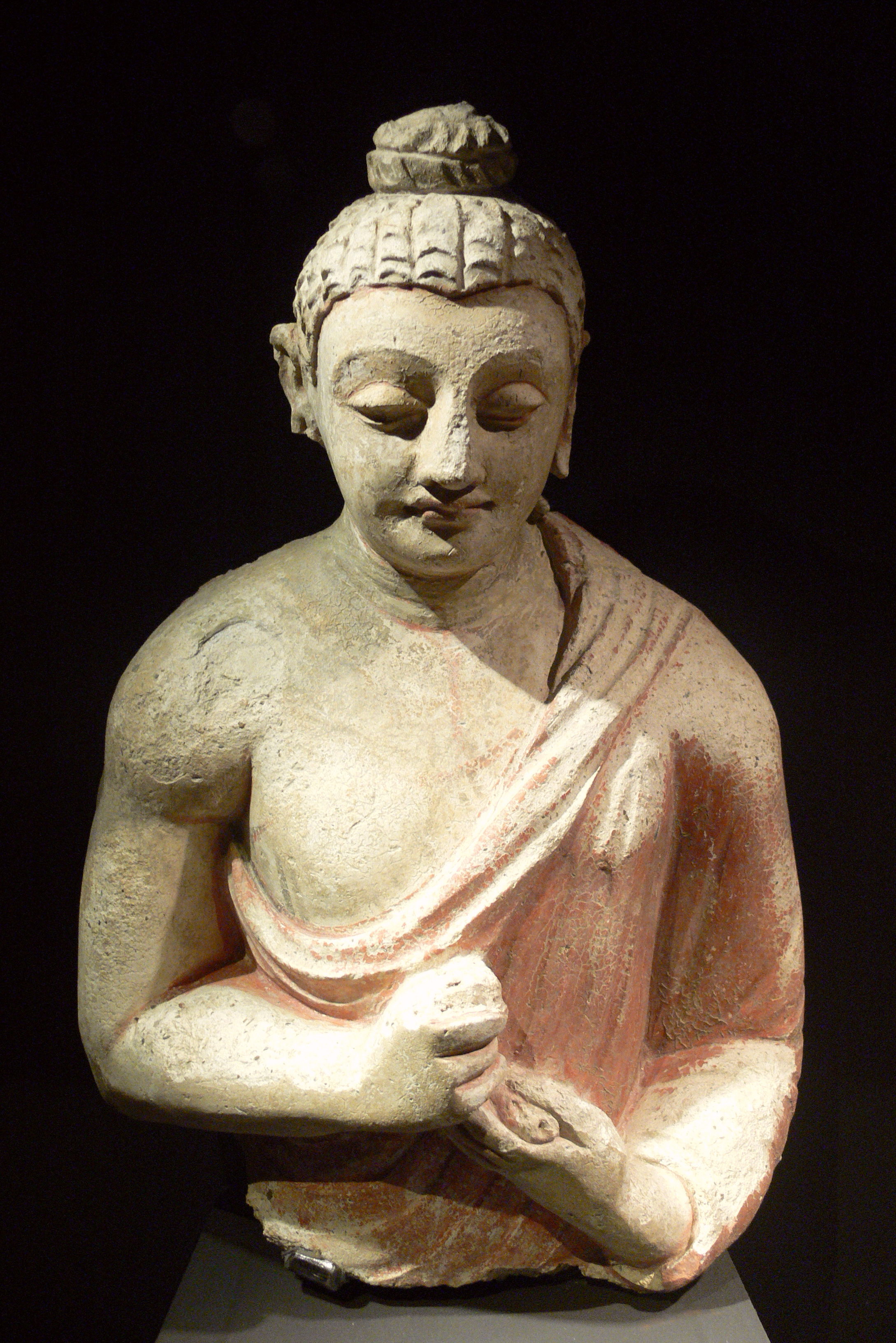
Buddhastaty från Kushan.

Fujita Kotatsu menar att det bevarade historiska materialet tyder på att rena land-buddhismen tog sin början i Kushan, i dagens nordvästra Indien, omkring år 100. I likhet med alla övriga mahayanasutror riktar sig även dessa sutror till söner och döttrar från välbärgade familjer, vilket inkluderade munkar likaväl som lekmän. Det finns inte mycket information bevarad om den grupp människor som tidigt bildade och följde rena land-buddhismen, annat än ett antal referenser till bodhisattva-gana, vilket antyder att de bildade en grupp (gana) klart avvikande från den vanliga buddhistiska sanghan. Det är dock okänt om denna grupp bestod av endast munkar, eller om även lekmän ingick. Dessa sutror, och traditionen i stort, sägs stamma från djupa meditativa insikter hos lärda män, och inte från teoretisk spekulation. Detta framgår tydligt i de tidiga mahayanska sutrorna.
Det finns mångahanda teorier gällande ursprunget av Amitabha och Sukhavati. Dessa kan grovt indelas i två huvudteorier. Den ena menar att det rör sig om externt inflytande; att religioner såsom hinduism och zoroastrism, grekisk mytologi, etc., starkt skulle ha inspirerat bildandet av religionen. Den andra utgår från att traditionen gradvis utvecklades inom den buddhistiska traditionen utan något påtagligt externt inflytande. Denna senare teori innefattar i vissa fall ändå ett visst inflytande från hinduismen och från sekter centrerade kring dyrkan av stupor, samt från tidig buddhistisk mytologi. Hisao Inagaki menar emellertid att det i tidig indisk rena land-buddhism gjordes åtskillnad på dyrkan av Amitabha och dyrkan av hinduiska gudar, eftersom Amitabha hade sina rötter i Bodhisattvaidealet.
Bland de viktiga indiska texterna, förutom Sukhāvatīvyūhaḥ-sūtra och Amitābha-sūtra, är två texter av Nagarjuna. I den ena av dessa – hans kommentar till Daśabhūmika-sūtra – finns ett kapitel som beskriver två sätt att kunna födas i Sukhavati. Den ena metoden liknar bodhisattvavägen vid att färdas över land för att nå sin destination. Den andra beskriver en väg av lätt utövande, där utövandet av tro jämförs med den lätthet med vilken en båt kan glida på vattnet för att nå sin destination. Den lätta vägen lärde ut medveten närvaro av Amitabha och recitation av hans namn som vägen till Sukhavati. Denna text kom att bli mycket inflytelserik, i synnerhet för den senare utvecklingen av traditionen i Östasien.
Vasubandhu (ca 400–480 eller 320–400 e.Kr.) – lillebror till Asanga – kritiserade först rena land-buddhismen likt sin bror, men han skrev också en annan text där han i stället prisade traditionen och uttryckte sin djupa önskan om att bli återfödd i Sukhavati. Fujita Kotatsu menar dock att denna text troligen var skriven ur ett yogacaraperspektiv. I texten beskriver Vasubandhu fem former av utövande: att dyrka Amitabha Buddha, att prisa Amitabha Buddhas namn, att sträva efter återfödelse i Sukhavati, att kontemplera Sukhavati och att överföra ansamlade meriter till alla varelser. Detta är den enda bevarade indiska text som systematiskt redogör för rena land-buddhismens idéer, vilket enligt Fujita gör den till en mycket betydelsefull text.

## Kina

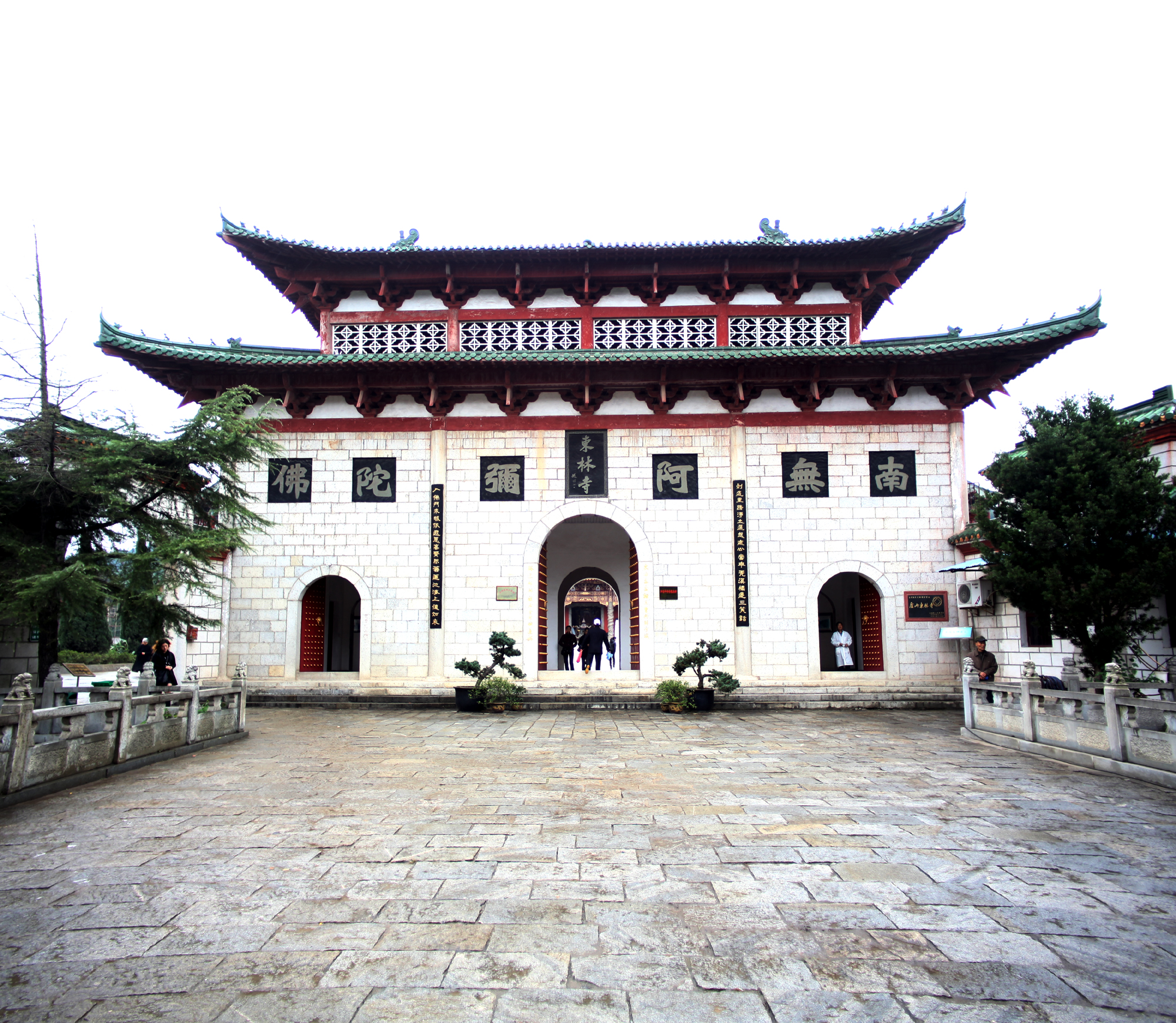
Huiyuans tempel, Donglintemplet.

På förenklad kinesiska skrivs rena land-buddhismen 净土宗, på traditionell kinesiska: 淨土宗, och uttalas enligt pinyin: "Jìngtǔzōng"
Den tidigaste renodlade rena land-buddhistiska sutran som översattes till kinesiska var sukhāvatīvyūhaḥ-sūtra, vilken översattes någon gång i perioden 222 till 253. De första kända utövarna i Kina levde omkring denna tid. En av dessa tidiga utövare var Ch'üeh Kung-tse, som ska ha dött någon gång mellan åren 265 och 274.
Mer än ett århundrade efter dessa tidiga utövare, gav en man vid namn Huiyuan (Hui-yüan; 334–416) ett löfte tillsammans med 123 andra – munkar likaväl som lekmän – framför en avbildning av Amitabha vid berget Lushan. Löftet bestod av att de alla avsåg att komma till Sukhavati, och de som gick före de övriga skulle återvända för att hjälpa de kvarlevande in i Sukhavati. Metoden som användes för detta var pratyutpanna samadhi, en avancerad meditationsform beskriven i Pratyutpanna Samādhi-sūtra och bestående av bland annat kontemplation över Amitabha Buddha. Efter Huiyuans död, spred hans lärjungar hans lära i södra Kina, men den direkta spridningen av Huiyuans lära fortgick bara i några generationer efter hans död. I Songdynastin blev han dock åter uppmärksammad då han utmärktes som grundare av flera rena land-buddhistiska rörelser.
T'an-luan (ca 448–554) utgör enligt David W. Chappell startskottet för rena land-buddhismen i Östasien. T'an-luan propagerade aktivt för rena land-buddhismen under sin tid i klostret Hsüan-chung, där han bodde under sina senare år. Inte mycket är känt om hans lärjungar, men hans följe utgjordes främst av lekmän som bodde i närheten av klostret. Tao-ch'o (562–645) tillbringade mycket tid i det kloster som T'an-luan tidigare levt i, och han räknas till arvet efter T'an-luan, som en följare av fjärde generationen. 
Tao-ch'o propagerade i sina skrifter inte för exklusiv recitation av Amitabhas namn, men han sägs ha lärt ut recitation av Amitabhas namn till alla som var över sju år gamla. Recitation av Amitabhas namn skedde även innan Tao-ch'o, men det som var unikt med T'ao-cho – och senare även med Shan-tao – var att han lärde ut recitation av Amitabhas namn som i sig själv en väg till Sukhavati. Kinesiska rena land-buddhister exkluderade dock aldrig andra former av utövande helt och hållet, utan behöll exempelvis alltid föreställningen att recitationen av Amitabhas namn också skulle stödjas av annat utövande. Tao-ch'o gav i och med detta kraft till rörelsen som kom att popularisera recitationen av Amitabhas namn. Whalen Lai beskriver denna rörelse som en rörelse med stark entusiasm, som avsåg att sprida sitt budskap till alla. Shan-tao, lärjunge till Tao-ch'o, kom senare att filosofiskt redogöra för hur recitation av Amitabhas namn ledde till återfödelse i Sukhavati.
David W. Chappell menar att genom kinesisk buddhistisk historia har utpräglad dyrkan av Amitabha och recitation av dennes namn setts som kompletterande utövande för de starka, eller som effektiv primär övningsform för de svaga. I och med Tao-ch'o och Shan-tao, utvecklades dock en rörelse på 600-talet som påstod att detta var den enda effektiva metoden för räddning av alla, men över tid kom denna rörelse att upplösas och splittras i den diffusa mångfald som utgör den kinesiska buddhismen.  Robert H. Sharf menar att det aldrig fanns någon separat rena land-buddhistisk inriktning eller skola i Kina, utan att rena land-buddhistiska utövningsformer var del av kinesisk buddhism ända från början.

### Grupperingar i Kina
I Tangdynastin fanns inga större grupper av utövare, och ingen möjlighet för vanliga människor att lära sig om rena land-buddhismen. T'an-luan, Tao-ch'o och Shan-tao skapade troligen själva inga grupperingar av följare, enligt Whalen Lai. Shen-hao och Chih-yen, som framträdde senare, gav dock upphov till ett stort antal rena land-buddhistiska grupper. Men de var i regel inte öppna för vem som helst. Detta kom emellertid att ändras med Songdynastin. Först då tog idén om att också vanliga människor kunde vara bodhisattvor fart, och detta skedde trots att det fortfarande förelåg en stark hierarkisk ordning mellan vanligt folk och munkar. Föreställningen om att också vanliga människor kunde vara bodhisattvor hade visserligen varit i omlopp länge, men det var först under Songdynastin som den blev mer än bara en idé och kom att omsättas i praktiken. Under Songdynastin kom därmed rena land-buddhismen att bli en organiserad folkreligion för alla. Det som skilde sukhavatigrupperingarna under Songdynastin från tidigare grupperingar, var deras totala dedikation till tron, till nianfo (recitation av Amitabhas namn) för återfödelse i Sukhavati, och engagemang för att sprida denna lära till alla. Under Songdynastin var det därmed vanligt med förenklad liturgi, pappersbilder, nianfodiagram och så vidare, som vem som helst kunde sprida till både när och fjärran. Hierarkin mellan munkar och vanligt folk var dock fortsatt stark. En religiös ledare vid namn Mao Tzu-yüan spred en lära som innefattade att munkar och vanligt folk var likställda varandra. Denna rörelse blev mycket populär, men mötte senare starkt motstånd från den kinesiska staten.

## Tibet

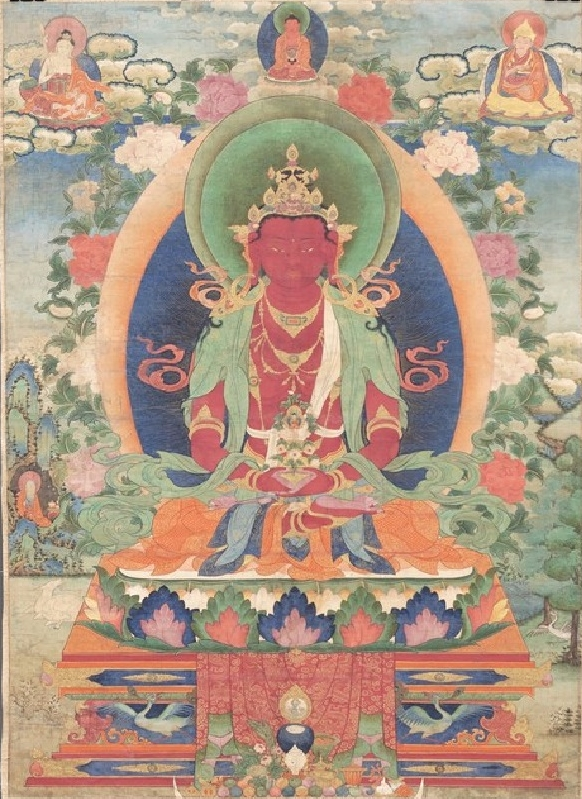
Tibetansk thangka föreställande Amitayus. Från 1700-talet och geluginriktningen.

Det har inte funnits någon fristående tibetansk rörelse för rena land-buddhism. De trosuppfattningar och utövningsformer som anknyter till Amitabha och Sukhavati har varit väl integrerade i den tibetanska buddhismen som helhet. Det utövande som varit centrerat kring Amitabha och Sukhavati har varit populärt inom samtliga tibetanska buddhistiska riktningar.

### Amitabha/Amitayus inom tibetansk buddhism
Inom tibetansk buddhism har Amitabha en mer mångfacetterad roll än vad han har inom rena land-buddhismen i Östasien. I tibetansk buddhism symboliserar Amitabha diskriminerande visdom (visdom som motverkar kama- och bhava-tanha); omvandling av sensuella begär till medlidande; eldelementet, som anses förstärka sensualitet; ljus, som lyser upp det som döljs av mörker; omvandling av olika former av begär till diskriminerande visdom; förmågan att tala vist. Amitabha och Amitayus särskiljs inom tibetansk buddhism, som emanationer av en och samma buddha. Deras roller i de olika texterna/utövningsformerna skiljer sig därför åt.
Amitabha och Amitayus förekommer i en rad tantriska utövningsformer som ofta inte har någon direkt koppling till Sukhavati.
Han är en av de fem dhyanibuddhorna, och inom nyingma och kagyu anses Amitabha, Avalokiteshvara och Padmasambhava vara emanationer av en och samma buddha. Dessa tre är mycket centrala i lekmannautövandet inom nyingma och kagyu.

### Phowa och bardo
Phowa är den populäraste post mortem-ritualen i Tibet, norra Indien, Sikkim, Bhutan, Nepal och bland tibetanska buddhister i övriga världen.
Phowa är en tantrisk ritual som utförs av en tibetansk lama. Laman blockerar 8 av de 9 utgångar som medvetandet tar efter döden, enligt tibetanska buddhister. De olika utgångarna leder till olika destinationer, och den utgång som inte blockeras leder till Sukhavati.
Enligt tibetanska buddhister finns det ett mellanstadium mellan varje liv, kallat bardo. När en avliden individ befinner sig i bardo påträffar denne ett flertal buddhor, bodhisattvor, och andra gestalter. Beroende på hur den avlidna individen reagerar på dessa visioner kan denne komma att återfödas i ett rent buddhafält eller omedelbart bli upplyst. Amitabha framträder på dag 4 av chonyi bardo, och Amitabhas ilskna emanation Buddha Heruka uppenbarar sig på dag 4 av chonyi bardo. Det är dock möjligt för individen att återfödas i något annat rent buddhafält – eller till och med omedelbart nå upplysning – innan denne hunnit påträffa Amitabha eller hans ilskna emanation.

### Sukavatibuddhistiska skrifter inom tibetansk buddhism

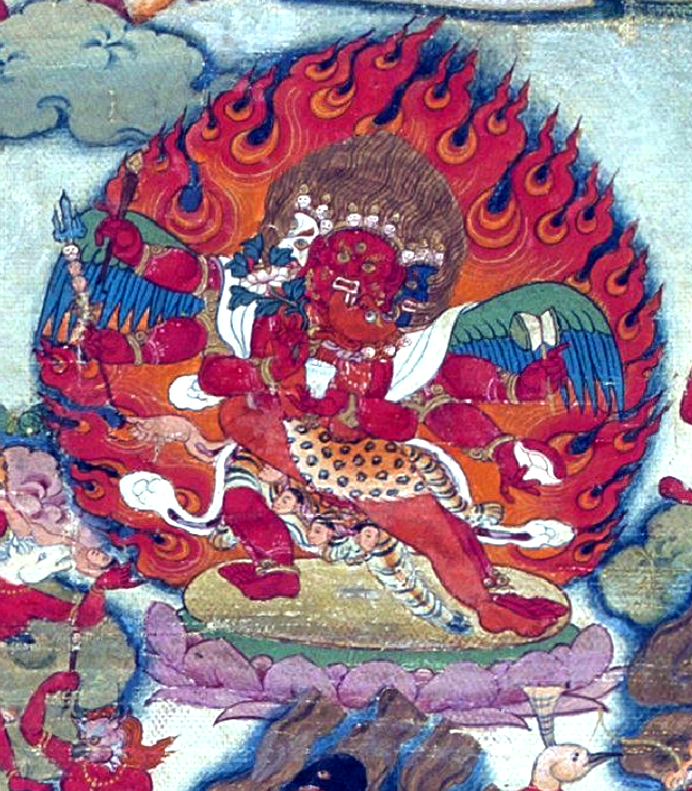
Tibetansk avbildning föreställande Amitabhas ilskna manifestation

Inom den tibetanska buddhismens skriftkanon finns såväl exoteriska som esoteriska (tantriska) texter och lärdomar centrerade kring Amitabha/Amitayus och Sukhavati. Det finns exempelvis sutror, mantran, dharanor (singularis: dharani), och gter mor inom inriktningen nyingma. Gter mor är en kategori av texter som enligt nyingma har författats av någon buddha, bodhisattva eller annan upplyst, gömts undan och sedan hittats mycket senare.
Den tibetanska buddhismens skriftkanon består dock av tusentals skrifter, av vilka de rena land-buddhistiska utgör en marginell del sett till antalet.

#### Dharanor
Dharanor med fokus på Amitayus fanns i Tibet redan från det tibetanska imperiets grundande. Flera av dessa är tantriska, men inte alla. Två populära dharanor med fokus på Amitabha/Amitayus och Sukhavati är Aparimitayur-jnana-sutra och Arya-Anantamukha-nihara-dharani.
Den förstnämnda dharanin omnämns i ett manuskript från 800-talet, som hittats i Mogaogrottornas 17:e grotta. I denna text står att den kinesiska versionen av dharanin blivit kopierad 136 gånger och den tibetanska 480 gånger. Manuskriptet nämner även att ett stort antal invånare i Dunhuang tidigare samlat in pengar för att kunna kopiera sutran fler gånger. Deras syfte med denna insamling och kopiering var att hjälpa den tibetanske kungen Ralpacan att nå Sukhavati. Ungefär 950 kopior av dharanin bevarad i rullar har hittats. Halkias tror att anledningen till att denna dharani kopierades så flitigt i Kina och Tibet, var att man ansåg att den kunde hjälpa avlidna personer att nå Sukhavati.
Den andra dharanin var mycket populär i Kina och översattes till kinesiska på 200-talet. Sutran fanns även i Indien, Centralasien och Tibet.

#### Sukhavativyuha-sutrorna
Alla versioner av den tibetanska buddhismens skriftkanon innehåller den kortare och den längre sukhavativyuhasutran. Tidigaste omnämnandet av sutrorna finns i Denmarkakatalogen, en katalog skriven under tidigt 800-tal och som listar alla sutror som översatts till tibetanska.
Amitāyurdhyāna-sūtran, som var mycket betydande i Östasien och även spreds i Centralasien, finns inte i någon tibetansk buddhistisk skriftkanon, och omnämns inte heller.

#### Tibetanska buddhistiska kommenterande verk
Ett flertal stora mästare inom tibetansk buddhism har skrivit kommenterande verk om rena land-buddhistiska skrifter. Dessa uttolkare talar ofta om fyra delar av det utövande som leder till att utövaren återföds i Sukhavati. De fokuserar främst på Amitabhas 19:e löfte. De fyra delarna är: 1) böner om att återfödas i Sukhavati; 2) att tänka på Amitabha och hans kvalitéer som samyaksambuddha, vilket kan inkludera visualisering av Amitabha och Sukhavati; 3) att leva dygdigt och samla meriter; 4) att överföra meriter till andra. Kommentatorerna är dock oense gällande vilken av dessa fyra delar som är viktigast.
Ett antal kommentatorer ansåg att utövande vars mål var att uppnå återfödelse i Sukhavati var ett förberedande utövningssätt. De ansåg att det huvudsakliga målet var att komma till Sukhavati i ett och samma liv, genom tantra.
Flera mycket inflytelserika tibetanska buddhister har skrivit böner och texter som handlar om Amitabha och Sukhavati. Bland dem som skrivit sådana verk återfinns Tsongkhapa (grundaren av gelug), den första Panchen Lama, samt den femte och den 14:e Karmapan. Den mest framstående rena land-buddhistiska skribenten inom tibetansk buddhism är, enligt Georgios Halkias, Karma Chags-med (1613–1678), en tibetansk buddhistisk munk som grundade en underinriktning till karmakagyu. Halkias beskriver honom som "den största systematiseraren av rena land-buddhistisk rituell litteratur inom tibetansk buddhism".

## Vietnam

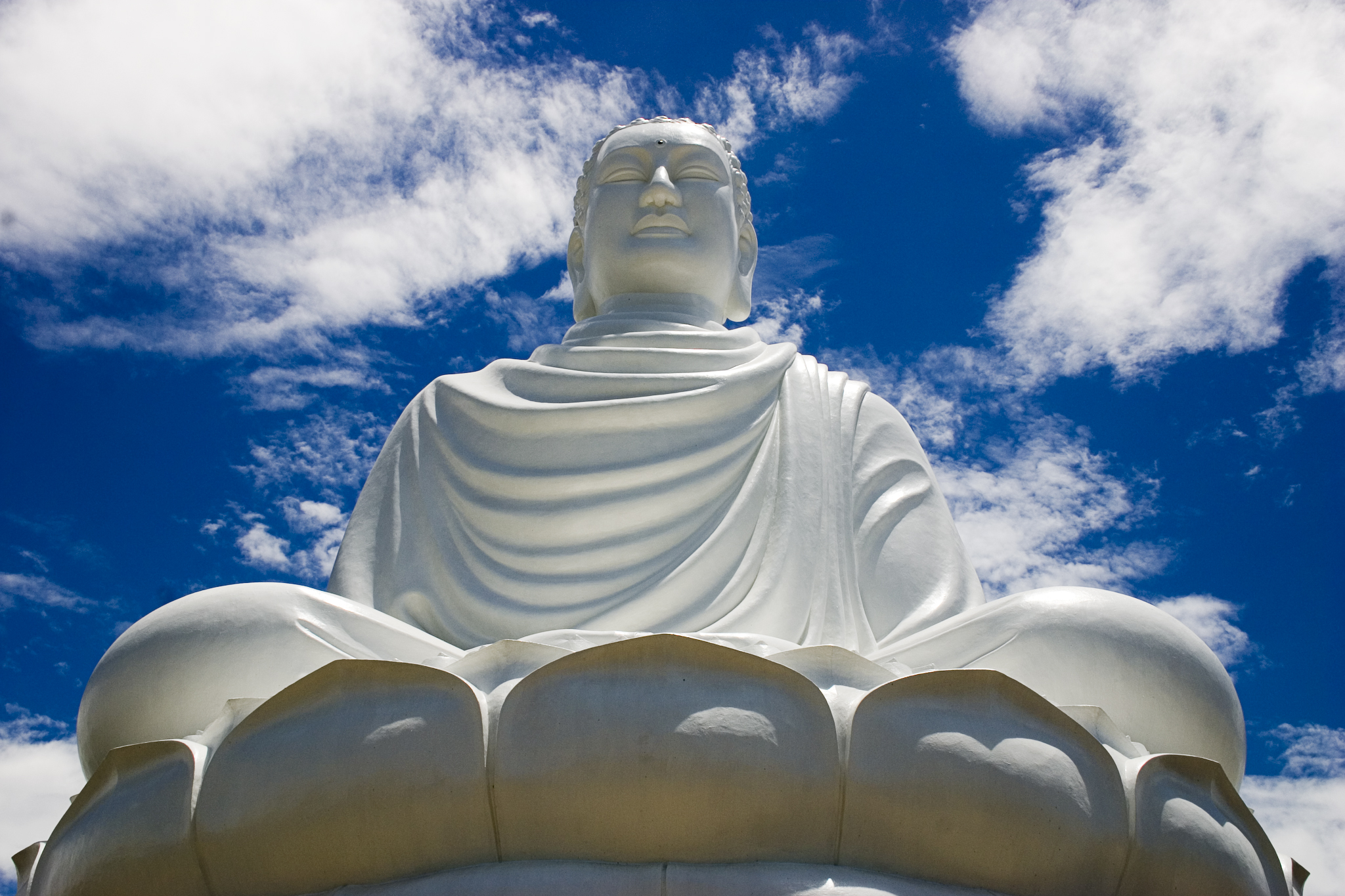
En stor staty föreställande Amitabha i Nha Trang, Vietnam

På vietnamesiska kallas rena land-buddhismen för "Tịnh Độ Tông".
Traditionens spridning till Vietnam är oklar, men dagens nordliga delar av Vietnam var mellan 100 f.Kr. och 940 e.Kr. under kinesiskt styre, vilket medförde att kinesisk buddhism – vilket inkluderar rena land-buddhismen – utövade starkt inflytande över regionen.

## Korea
På koreanska kallas rena land-buddhismen 정토종, "jeongtojong".
Rena land-buddhismen etablerade sig i Korea under den senare delen av Koreas tre kungariken (100 f.Kr.–600 e.Kr.) och blev mycket populär under Sillas senare period (668–935). Den blev då en form av buddhism som kom att utövas av praktiskt taget alla koreanska buddhister, oavsett vilken form av buddhism de annars följde. Således utvecklades aldrig koreansk rena land-buddhism till en separat rörelse eller skola, som var fallet i Japan och Kina. Utövandet blev mycket vanligt hos adeln likaväl som hos allmänheten.

## Japan
På japanska kallas rena land-buddhismen 浄土仏教, på romaji: "Jōdo bukkyō". Detta är den buddhistiska riktning som har flest följare i hela Japan. Japansk rena land-buddhism finns dels inom flera av de mahayanabuddhistiska riktningarna, dels som ett flertal fristående riktningar. De mest framstående av dessa är jodoshu och jodoshinshu.

### Asukaperioden
Rena land-buddhismen kom till Japan under asukaperioden, men inte som en egen riktning. Inom den japanska riktningen sanron (japansk variation på madhyamaka som en egen riktning snarare än enbart en filosofisk skola) var bland annat Den längre sukhāvatīvyūhaḥsūtran viktig. Rena land-buddhistiskt utövande utgjorde dock inte fokus utan ett komplement inom sanron. Under kejsarinnan Saimeis regeringstid blev rena land-buddhistiska trosuppfattningar inom riktningen Hosso (japansk variation på yogacara som en fristående riktning) vanligare, likaväl inom denna riktning som i form av komplement till riktningens övriga utövningsformer.

### Naraperioden
Under Naraperioden florerade sex buddhistiska riktningar i Japan. De hade alla sina egna uttolkningar av de rena land-buddhistiska skrifterna. Även dessa riktningar betraktade rena land-buddhistiskt utövande som ett komplement till deras huvudsakliga buddhistiska utövande.

### Heianperioden
Under Heianperioden i Japan var shingon och tendai de vanligaste buddhistiska riktningarna, men riktningarna som fanns under naraperioden fanns även kvar. Rena land-buddhistiskt utövande var redan väl integrerat inom tendai redan vid dess grundande. Grundaren av kinesiska tendai inkluderade i sitt verk Mo-ho chih-kuan en meditationsform där Amitabha utgjorde fokus. Saicho, grundaren av japanska tendai, inkluderade i sitt verk Shugokokkaisho recitation av Amitabhas namn (nembutsu; "Namu Amida Butsu"). Genshin (942–1017) var en tendaimunk som lade mycket stor vikt vid rena land-buddhistiskt utövande, inom ramarna för tendai. I sitt verk Ojoyoshu beskriver han fyra typer av nembutsu: meditativ nembutsu; nembutsu i det vardagliga livet; usugo, en typ av nembutsu som Genshin menade leder till att utövaren kan se både Amitabha och Sukhavati; musugo, en typ av nembutsu som Genshin menade ledde till att utövaren mottog Amitabhas visdom och förstod att alla fenomen är tomma. Genshins inflytande ledde till att det rena land-buddhistiska utövandet blev mycket vanligt inom tendai.
Kuya (903–972) är en person vars biografi beskriver att han dels ständigt reciterade nembutsu i sitt dagliga liv, men också sökte buddhistisk visdom. Han arbetade hårt för att hjälpa andra människor, bland annat genom att bygga brunnar där det tidigare inte fanns några. Han var uppskattad av allmänheten, vilket ledde till att många vanliga människor började utöva nembutsu. Nembutsu blev på vissa håll mycket populärt – i vissa fall på gränsen till fanatism. I Naniwa (moderna Osaka) fanns ett antal fanatiska nembutsutövare som dränkte eller brände upp sig själva för att försöka komma till Sukhavati snabbare.

Nembutsu förekom även inom shingon, från och med att prästen Kakuban (1095–1143) introducerade nembutsu till shingon.

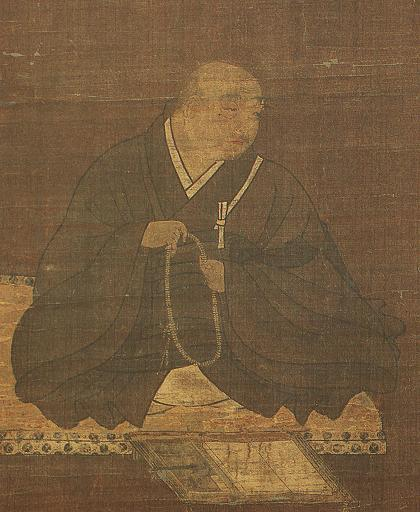
Grundaren av Jodo-shu, Honen. Målning av Fujiwara Takanobu, 1100-tal.

### Inseiperioden
Under inseiperioden blev nembutsu alltmer populär bland allmänheten. Under denna period fanns ett flertal munkar inom de olika japanska buddhistiska riktningarna som hade särskilda förhållningssätt till nembutsu. Vissa ansåg att nembutsu hjälpte andra, medan andras nembutsu hjälpte en själv. Andra ansåg att ett ögonblick av genuin tro var tillräckligt för att nå upplysning, att munkar fick gifta sig, och att även syndare kunde nå upplysning genom ett ögonblick av genuin tro. Ännu en annan uppfattning var att Amitabhas 18:e löfte, nembutsu och tro, var de viktigaste delarna av rena land-buddhistiskt utövande. Bland de som propagerade för denna uppfattning fanns en enshinpräst vid namn Yokan (1053–1132). Han citerade Shan-tao i ett av sina egna verk, reciterade nembutsu uppemot 60 000 gånger per dag, och ansåg sig enbart tillhöra "nembutsutraditionen".

### Kamakuraperioden
Under kamakuraperioden grundades två fristående japanska rena land-buddhistiska riktningar – jodoshu och jodoshinshu. Den förstnämnda grundades av Honen och den sistnämnda av Shinran. Vissa forskare anser att deras läror är likadana, men Shigematsu Akihisa anser att det objektivt sett finns stora skillnader mellan dem.

#### Honen och jodoshu
Honen var en tendaimunk som influerades starkt av Shan-tao. När han senare övergav tendai och bildade en fristående rena land-buddhistisk riktning, var motståndet starkt från övriga japanska buddhistiska riktningar. Enligt Honen var nembutsu det enda som krävdes för återfödelse i Sukhavati. Han ansåg att nembutsu kunde rena även de värsta synderna. Trots att han ansåg att en eller tio recitationer av Amitabhas namn var tillräckligt för återfödelse i Sukhavati uppmuntrade han sina följare att utöva nembutsu så mycket som möjligt. Honen är enligt Akihisa den definitiva efterträdaren till Shan-tao, men Akihisa pekar även på det faktum att Honens uppfattningar redan fanns inom tendai – som exempelvis hos enshinprästen Yokan. Akihisa anser att det radikalt nya med Honen och hans riktning, var det faktum att han sammanfogade ett antal uppfattningar kring Amitabha, Sukhavati och nembutsu, och med allt detta bildade en riktning helt fristående från de redan existerande japanska buddhistiska riktningarna. Honens lära hade sina begränsningar när det kom till lekmännen. Honen själv reciterade nembutsu uppemot 60 000 gånger per dag, och propagerade för ett högt antal per dag. Detta var svårt att uppfylla för lekmännen, vilkas liv inte gav utrymme för att hinna med så många recitationer. Hans lära var därför framgångsrik i synnerhet hos aristokraterna, men också många lekmän och buddhistmunkar följde hans lära. Flera av hans lärjungar bildade egna riktningar, som alla tillförde någonting nytt till den lära som Honen lärt ut till dem.

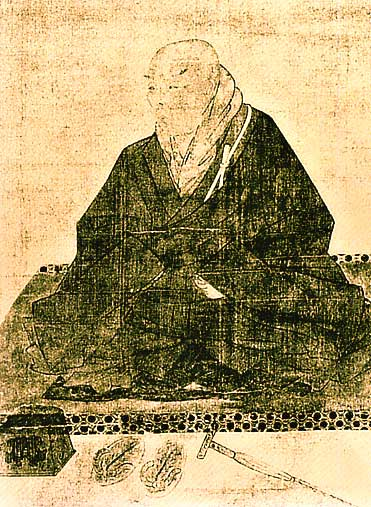
Japansk avbildning föreställande Shinran

#### Shinran och jodoshinshu
Shinran var en av dessa lärjungar till Honen; även han en tidigare tendaimunk. Akihisa tror dock att Shinran till en början tillhörde en gruppering bland Honens lärjungar som var mycket radikal i sitt motstånd mot tendai. Vidare tror Akihisa att detta radikala motstånd mot tendai kan ha påverkat det faktum att Honen, Shinran och ett flertal av deras lärjungar senare försattes i exil. Shinran ansåg att det var shinjin som ledde till återfödelse i Sukhavati. Hans inställning till nembutsu var att de som hade shinjin reciterade nembutsu, men de som reciterade nembutsu hade inte nödvändigtvis shinjin.
Ueda Yoshifumi och Dennis Hirota menar att definitionen av shinjin som "tillit" är att föredra framför definitionen som "tro". Kenneth Lee menar dock att, det finns vissa likheter mellan Shinrans shinjin och tro. Shinjin innebär att fullkomligt förlita sig på Amida Buddhas kraft för att bli upplyst. Shinjin uppstår dock inte genom utövarens egna handlingar, utan anses helt och hållet komma från Amitabha.
En skillnad mellan Honens och Shinrans läror som Akihisa lyfter fram, är det faktum att Honen ansåg att recitation av nembutsu var en meritfylld handling. Shinran motsatte sig starkt denna uppfattning, då han ansåg att nembutsu inte kom från utövaren själv – utan att det var Amitabhas röst som yttrade sig genom utövaren. Shinran betraktade både shinjin och nembutsu som något som kom från Amitabha snarare än från utövaren själv. Shinran influerades inte bara av sin mästare Honen, utan även av tendai, kinesiska tänkare såsom T'an-luan och Shan-tao, och andra. I sitt magnum opus Kyogyoshinsho citerar han bland annat Vasubandhu, Nagarjuna, Tao-ch'o, T'an-luan, Shan-tao, Genshin och Honen.
Shinrans lära var populär hos framför allt lekmän. Han betraktade sig själv som en passionerad syndare, som trots sin tro på den lära han propagerade för, ändå hade orena tankar. Han ansåg även att han var helt oförmögen att utföra meritfyllda handlingar. Hans inställning var att om den gode mannen kan bli räddad, så kan också den onde. Det faktum att inget efterfrågades av utövarna förutom shinjin, som anses komma från Amitabha snarare än från utövarens egna ansträngningar, gjorde hans lära mycket populär i vida kretsar. Shinran ansåg till och med att de som inte kunde läsa, ofta hade lättare att ta till sig läran än de som var kunniga.

## Västvärlden
Rena land-buddhismen är inte speciellt populär i västvärlden, men finns ändå i viss mån representerad i stora delar av världen. Jodoshinshu-förgreningen Nishi hongwanji-ha och dess underorganisationer har tempel i Europa, USA (som "Buddhist Churches of America"), Kanada, Sydamerika, Australien, Mexiko, Taiwan och Nepal. Jodoshu finns bland annat i USA, däribland på Hawaii, och i Brasilien. Det finns dock få tempel i Brasilien och USA. Kinesiska och vietnamesiska immigranter har också etablerat sig i ett flertal länder i västvärlden och Australien. Inom dessa grupperingar finns ofta inslag av såväl rena land-buddhism som zen.

### Rena land-buddhismens impopularitet i västvärlden
Peter Bishop menar att anledningen till att rena land-buddhismen är impopulär i väst – trots dess stora utbredning i alla mahayanska länder – är att dess föreställningsvärld inte passar in i den vetenskapliga bild av buddhismen som många västerländska buddhister söker. Richard Payne anser, att eftersom många i väst har zen som utgångspunkt, betraktas rena land-buddhism ibland som "oäkta" buddhism eller som en mindre sofistikerad form av buddhism. Vidare menar han att människor i västvärlden ofta dras till buddhistiska inriktningar eller utövningsformer vars fokus ligger på bland annat kognition och självutveckling, såsom zen. Vidare menar han att Sukhavati ofta jämförts med det kristna himmelriket, vilket Payne anser är en felaktig jämförelse. Trots att dessa föreställningar på ytan liknar varandra, är Sukhavati väl integrerat i den mahayanska kosmologin och världsbilden, där en mycket grundläggande faktor är sunyata. Så trots att likheterna mellan de monoteistiska religionerna och rena land-buddhismen endast är ytliga, menar James Dobbins att denna ytliga likhet har påverkat rena land-buddhismens popularitet negativt i västvärlden. Även Galen Amstrutz och Jan Van Bragt tror att denna ytliga likhet haft stor negativ inverkan på rena land-buddhismens popularitet. De menar att forskare och utövare i västvärlden sökt någonting annorlunda och exotiskt – en motpol till de lokala religioner de medvetet övergivit.

Den kortare sukhavativyuhasutran kom att uppmärksammas i västvärlden i samband med att Friedrich Max Müller år 1880 översatte sutran från sanskrit. Översättningen publicerades av "the Royal Asiatic Society" i London. År 1883 publicerades den även i Oxfordversionen av den längre sukhavativyuhasutran.

Japansk staty föreställande Amitabha; Kamakura Daibutsu

## Amitabha
I versionen från Cao Wei-dynastin av Sukhāvatīvyūhaḥ-sūtra står det att en gång för mycket länge sedan, kom det en buddha vid namn Dīpaṅkara till världen, följd av 53 andra buddhor, där den siste var Lokeśvararāja. Under Lokeśvararājas vägledning avsade sig en kung sin tron och blev en munk vid namn Dharmākara. Inför Lokeśvararāja Buddha uttryckte Dharmākara sin önskan om att bli en buddha, och bad om hans vägledning. Efter fem kalpor (singularis: kalpa) av träning och formuleringar av sina löften, formulerade bodhisattva Dharmākara 48 löften inför Buddha Lokeśvararāja (Enligt sutran levde Lokeśvararāja i 12 kalpor). Dharmākara lovade, att om dessa löften inte kom att uppfyllas, skulle han aldrig bli en buddha. För att kunna uppfylla dessa löften, utförde Dharmākara omätbart många meritfyllda handlingar under många kalpor. Amitabha (Dharmakara) blev en buddha för tio kalpor sedan i och med att han uppfyllde sina löften och blev Buddha Amitabha, och upprättade det rena buddhafältet Sukhavati. Ett annat namn för Amitabha är Amitāyus. Amitabhas livstid är omätbart lång, vilket också gäller för alla som återföds i Sukhavati.

## Sukhavati
Sukhavati är beläget väster om vår värld, är fyllt av vackra dekorationer samt saknar helveten och negativa förhållanden för sina invånare. Buddha Amitāyus livstid är omätbart lång, vilket också gäller för alla som återföds där. De som föds i hans buddhafält njuter av den högsta andliga saligheten, och uppnår ojämförlig fysisk prakt. Alla bodhisattvor i Sukhavati har majestätiska fysiska karaktärsdrag, och utmärkande andliga krafter.
Alla varelser som föds i Sukhavati är garanterade nirvana, och alla de bodhisattvor som önskar uppnå buddhaskap, kommer att uppnå detta inom en livstid. När de sedan nått upplysning, återvänder de som bodhisattvor eller buddhor till andra världar – inklusive denna människovärld – för att hjälpa medvetna varelser att befria sig från lidandet.

### Sukhavatis existens
Buddhafält är likt alla andra Shakyamunis lärdomar, upayakausalaya. Det vill säga att de är provisoriska lärdomar vilkas syfte inte är att beskriva verklighetens sanna natur, utan att få medvetna varelser att nå nirvana – i detta fall buddhaskap.

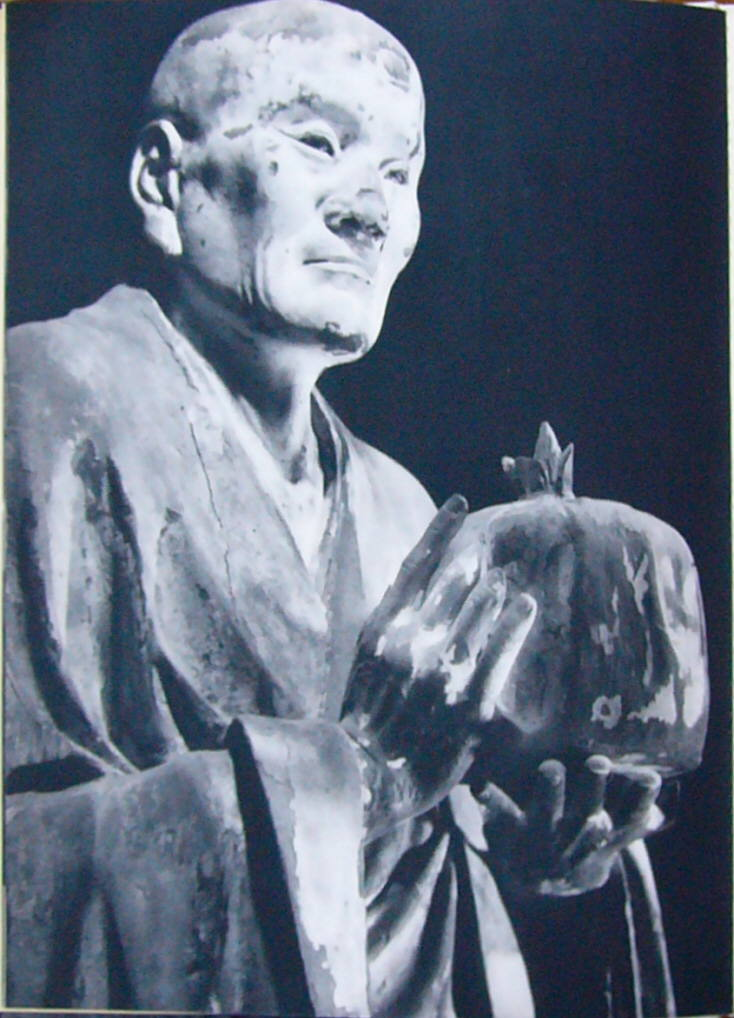
Japansk staty föreställande Asanga

#### Madhyamaka och Nagarjuna
Ur den mahayanska filosofin madhyamakas perspektiv, är rena buddhafält såsom Sukhavati tomma. "Tomma" syftar i detta fall på att alla fenomen saknar egen fristående existens. Alla fenomen beskrivs som resultatet av något annat, och sägs därför sakna egen existens då de inte existerar oberoende av andra fenomen. Sålunda saknar Sukhavati, likaväl som de medvetna varelser som avser att återfödas där, en egen fristående existens.
Nagarjuna, grundaren av madhyamaka, menade dock att detta inte innebar att inget existerade över huvud taget: bara att ingenting har en existens fristående från allt annat.
Predikan på de tio stegen (sanskrit: Daśabhūmika-vibhāṣā) är ett verk som tillskrivs Nagarjuna. Det är ett kommenterande verk till det 26:e kapitlet av Avatmasakasutra, och nämner en "lätt väg". Den lätta vägen bestod av att tänka på buddhor och recitera deras namn för att snabbt komma mycket långt på vägen mot buddhaskap.
Texten citeras flitigt av jodoshinshugrundaren Shinran, i hans verk Kyogyoshinsho
Detta verk fick stor betydelse i Östasien, men inte i Tibet.

#### Yogacara, Vasubandhu och Asanga
En grundläggande uppfattning inom den mahayanska filosofiska skolan yogacara är att verkligheten inte existerar oberoende av sinnet – att alla fenomen är mentala konstruktioner.
Vasubandhu, en av grundarna av yogacara, tillskrivs ett verk vid namn Avhandling på Sukhavati. Verket sägs ha översatts till kinesiska under 500-talet. Texten uppmanar till återfödelse i Sukhavati, som enligt texten kan uppnås genom att dyrka, prisa, aspirera, visualisera och överföra merit. Textens fokus ligger på visualisering. I likhet med Nagarjunas verk fick även detta verk mycket stor betydelse i Östasien, men återfinns inte i Tibet. Shinran citerar även detta verk i Kyogyoshinsho.
Asanga, Vasubandhus bror och medgrundare till yogacara, beskrev buddhafält som "mästerliga och förädlade mentala konstruktioner". I verket Mahayanasangraha beskrev han rena land-buddhismen som en provisorisk lära riktad till de andligt underlägsna och moraliskt slöa människorna. Skriften uppmanade dock till födelse i Sukhavati och utlovade omedelbar upplysning, men sade samtidigt att buddhaskap skulle komma först långt därefter, vilket enligt honom var den stora nackdelen.

### Återfödelse i Sukhavati
De som föds i Sukhavati föds via ett slags omedelbart uppenbarande som uppstår genom mirakulösa krafter, som inte är beroende av någonting annat.

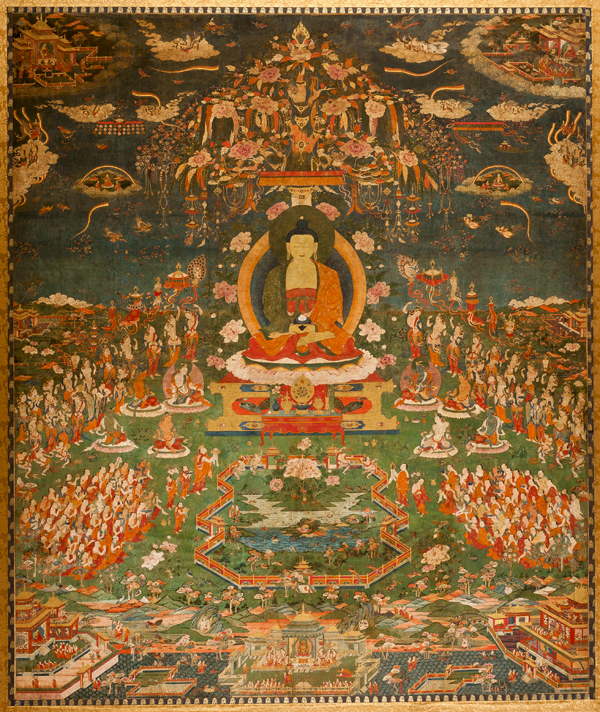
Amitabha i Sukhavati, målning från Tibet cirka 1700.

### Sukhāvatīvyūhaḥ-sūtra
Enligt de 48 löften som återfinns i Cao Wei-versionen av Sukhāvatīvyūhaḥ-sūtra kan återfödelse ske av tre olika anledningar, indelat i tre olika klasser:
- (Hög klass, Amitabhas 18:e löfte). De som tror på Amitabhas namn och önskar återfödelse i Sukhavati. Mycket stark tro krävs.[85] Utövare förlitar sig glädjerikt på Amitabha och tänker på honom kanske tio gånger. Exkluderad är enbart den som begår ett Anantarika-karma och förkastar/missbrukar den rätta läran.[86]

- (Mellanklass, Amitabhas 19:e löfte). Amitabha lovar att uppenbara sig på dödsbädden för dem som uppnått bodhicitta (strävan efter upplysning i syfte att hjälpa alla varelser), utfört meritfyllda handlingar och önskar att bli återfödda i Sukhavati. Stark tro krävs.[85]

- (Låg klass, Amitabhas 20:e löfte). De som hört Amitabhas namn och överför meriten av goda gärningar till Sukhavati, ur en önskan att bli återfödda där. Man kan tvivla, men generellt sett bör man ha en bestående tro på Amitabha.[85]

Sukhāvatīvyūhaḥ-sūtra indelar senare utövare i tre nivåer:
- Den högre nivån av utövare lämnar sina hem och överger världsliga nöjen för att bli munkar. De önskar upplysning, tänker mycket fokuserat på Amitabha, utför meritfyllda handlingar och strävar efter att bli födda i Sukhavati. När dessa utövare dör, uppenbarar sig Amitabha och en rad visa män framför dem för att välkomna dem till Sukhavati. Utövaren blir omedelbart född i Sukhavati genom transformation från en lotusblomma av sju juveler. Utövaren lever då i ett stadium utan tillbakagång på vägen mot upplysning, uppnår orubblig visdom och paranormala krafter.[87]

- Mittennivån av utövare utgörs av dem som inte blir munkar, men som strävar efter den högsta upplysningen, tänker mycket fokuserat på Amitabha, utför några goda gärningar, observerar träningsreglerna, bygger stupor, donerar buddhistiska sutror, ger gåvor till tiggare, hänger upp banderoller, tänder ljus, sprider blommor, bränner rökelse, och så vidare. De överför meriten för dessa handlingar till Sukhavati, och strävar efter att födas där. På deras dödsbädd kommer Amitabha att manifestera sin transformerade kropp – vilken är lika fulländad i fysiska karaktärsdrag och sken som den riktige Amitabhas kropp – tillsammans med en rad visa män. Utövaren följer sedan den transformerade Amitabha och blir född i Sukhavati, där de sedan lever i ett tillstånd utan tillbakagång på vägen mot upplysning. Deras dygd och visdom är under dem på den högsta nivån av utövare.[88]

- Den lägsta nivån av utövare utgörs av dem som uppriktigt önskar att bli återfödda i Sukhavati. De gör inte många meritfyllda handlingar, men de strävar efter upplysning, tänker mycket fokuserat på Amitabha så få som tio gånger och strävar efter att återfödas i Sukhavati. När de hör den djupa läran accepterar de den fyllda av lycka och hyser inga tvivel. När de är nära döden ser de Amitabha Buddha i en dröm. Dessa utövare kommer också att bli återfödda i Sukhavati. Deras meriter och visdom kommer att ligga under mittennivåns utövare.[89]

I övriga översättningar och versioner av sutran, är kriterierna för återfödelse i Sukhavati annorlunda.
- I versionen från Handynastin och Wudynastin kommer de som har utfört goda gärningar att återfödas i Sukhavati.[90]
- I versionen från Tangdynastin återföds utövare av samma anledningar som i Cao Wei-versionen, men samtliga nivåer kräver att utövaren överför sina meriter (god karma) till Sukhavati.[90]
- I versionen från Songdynastin läggs tonvikt på meditation (Huntington tror att detta avser meditation på Amitabha) för de höga nivåerna av Sukhavati. För de lägre nivåerna krävs det att utövaren hört Amitabhas namn, samt utvecklar en strävan mot buddhaskap och utför goda gärningar för att återfödas i Sukhavati.[90]
- I sanskritversionen läggs tonvikt på strävan mot buddhaskap, på att höra Amitabhas namn och meditera på Amitabha för att återfödas i de höga nivåerna. För de lägre nivåerna krävs att utövaren utför goda gärningar i syfte att återfödas i Sukhavati, eller att säga Amitabhas namn, dock så sällan som tio gånger.[90]

Versionen från Cao Wei är den version som används mest idag.

### Amitābha-sūtra
Enligt den bevarade sanskritversionen av Amitābha-sūtra kommer alla som hör Amitabhas namn och håller det i sinnet med ostörda tankar i en till sju nätter att återfödas i Sukhavati. Utövare kommer på sin dödsbädd att mötas av Amitabha tillsammans med en samling följare och bodhisattvor. Alla som föds där är eller blir bodhisattvor.
En annan version, från Yao-Qin-dynastin (384–417), nämner dock att utövare inte kan födas i Sukhavati om de endast har lite meriter. Versionen nämner även att Sukhavati inte bara har bodhisattvor, utan också sravakor och arahanter. Versionen från Yao-Qin-dynastin, är idag den vanligaste versionen av texten.

### Amitāyurdhyāna-sūtra
I Amitāyurdhyāna-sūtra beskrivs tre steg för dem som önskar återfödas i Sukhavati:
- Första steget: att respektera sina föräldrar, att hjälpa och respektera lärare och äldre, att vara omtänksam, att avstå från att orsaka skada och att kultivera de tio dygderika handlingarna (det vill säga, inte döda, stjäla, utöva sexuell vanskötsel, ljuga, förtala/skvallra, använda grovt språk, använda lättsinnigt prat, vara girig, känna ilska och hysa felaktiga uppfattningar).[95][96]

- Andra steget: att ta och observera löftet av att söka tillflykt i de tre juvelerna, att uppfylla alla moraliska regler, att inte sänka värdigheten och att inte avstå från att utöva buddhistiska ceremonier.[95][96]

- Tredje steget: att fokusera på att uppnå upplysning, att tro på lagen om orsak och verkan, att studera och recitera mahayanska sutror och uppmana andra att utöva detsamma.[95][96]

Sutran nämner senare nio nivåer av utövare. Den högsta nivån av återfödelse i Sukhavati uppnås av dem som upprätthåller den trefaldiga tanken: äkta tanke, djupt troende tanke och önskan att bli född i Sukhavati genom att få sina egna meriter att utvecklas till fullo. Tre andra sätt att återfödas i den högsta nivån nämns också:
- Ha ett omtänksamt sinne, inte vilja skada några levande varelser, vilja utföra dygdiga handlingar och följa Shakyamunis träningsregler.[97][98]

- I stor utsträckning studera och recitera mahayanska sutror.[97][98]

- Utöva de sex typerna av medveten närvaro.[97][98]

Nivåerna är sedan rangordnade beroende på hur dygdiga utövarna varit, där nivåerna längst ned innefattar dem som begått mycket onda gärningar. De som begått mycket onda gärningar, möter dock en lärare mot slutet av sitt liv och denne lärare berättar om vägen till Sukhavati, som i detta fall innefattar att recitera Amitabhas namn fokuserat, kanske tio gånger. De som återföds i de högsta nivåerna föds omedelbart i Sukhavati, medan de i de lägre – i synnerhet de lägsta nivåerna – blir fast i lotusknoppen som de kommer att födas ur, i upp till 12 större kalpor.

## Skillnader i mytologi mellan olika översättningar avDen längre sukhavativyuhasutran
I övriga versioner av sutran – det vill säga de andra 4 översättningarna som gjordes till kinesiska samt sanskritversionen – förekommer vissa skillnader i mytologin jämfört med Cao Wei-versionen. Det som skiljer är bland annat antalet löften som avges av Dharmakara, vilken Buddha det var som lärde ut till Dharmakara, hur många buddhor som kom före buddhan som lärde ut till Dharmakara, hur lång livstid Amitabha har och vem som eventuellt efterträder honom, vem som lär ut den buddhistiska läran i Sukhavati och vad utövarna uppnår i Sukhavati (det vill säga om alla blir buddhor eller om vissa blir arahanter), och så vidare. Den oftast använda versionen av sukhāvatīvyūhaḥ-sūtra idag är versionen från Cao Wei-dynastin.

## Meditation
Lu K'uan Yu beskriver tre sorters meditation inom östasiatisk rena land-buddhism: recitation av Amitabhas namn, recitation av ett specifikt mantra, samt kontemplation av Sukhavati.

### Recitation av Amitabhas namn

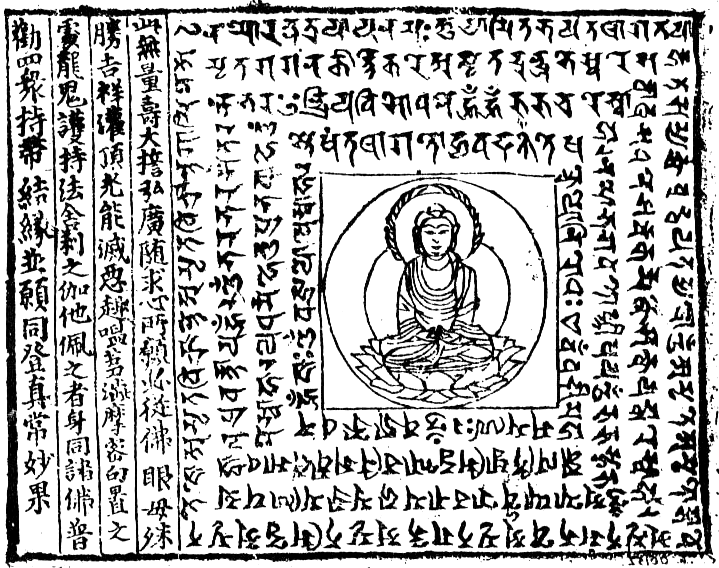
Dhāraṇī tillägnat Amitabha i Sanskrit, Mogaogrottorna, Kina.

Amitabhas namn reciteras antingen högt, eller tyst i huvudet. Utövare sätter ofta ett fixerat antal recitationer per dag, i vissa fall upp till 50 000. Den andre patriarken av Sukhavatiskolan i Kina, Shan-tao, sägs ha reciterat Amitabhas namn dag och natt utan avbrott.
Ett vanligt sätt på vilket man reciterar Amitabhas namn, är att recitera namo amitabhaya på olika språk. Denna fras finns återgiven i den inledande delen till Sukhāvatīvyūhaḥ-sūtra. På kinesiska blir detta Nāmó Ēmítuófó, och på japanska Namu Amida Butsu. Recitation av Amitabas namn refereras oftast till som nembutsu (japanska) eller nianfo på kinesiska.

### Repetition av mantrat av Amitabha
Enligt Lu K'uan Yu, är detta ett mycket vanligt mantra i Kina. På sanskrit lyder det:
"namo amitābhāya tathāgatāya tadyathā amṛtabhave amṛtasaṃbhave amṛtavikrānte amṛtavikrāntagāmini gagana kīrtīchare svāhā".
Alla översättningar av mantrat anses vara ungefärliga, då det anses vara omöjligt att uttrycka i ord den esoteriska innebörden hos mantran. Det sägs att när en utövare lyckas med att uppnå ett helt fokuserat sinne, kommer meningen bakom mantrat att tydligt uppenbaras för denne.

### Kontemplation av Sukhavati
Amitāyurdhyāna-sūtra innehåller en detaljerad beskrivning av hur utövare kan kontemplera Sukhavati, Amitabha och bodhisattvorna Mahasthamaprapta och Avalokiteshvara som sägs leva i Sukhavati. Kontemplationen beskrivs i 13 steg, och börjar med solen, och avslutas med en kontemplation över Amitabha, Mahasthamaprapta och Avalokiteshvara.